# Sandro Tonali
Sandro Tonali (født 8. maj 2000) er en italiensk professionel fodboldspiller, som spiller for Premier League-klubben Newcastle United og Italiens landshold.

## Klubkarriere

### Brescia
Tonali begyndte sin karriere hos Brescia, hvor han fik sin førsteholdsdebut i august 2017. Trods hans unge alder, så etablerede han sig i sæsonen som en vigtig spiller hos Brescia. Han spillede i 2018-19 sæsonen en vigtig rolle i, at Brescia rykkede op i Serie A.

### AC Milan
Tonali skiftede i september 2020 til AC Milan på en lejeaftale med en købsoption. Han imponerede på lån, og i juli 2021 blev købsoptionen taget, og han skiftede til Milan på en permanent aftale. Han spillede i 2021-22 sæsonen en central rolle i, at Milan vandt Serie A for første gang i 11 år.

### Newcastle United
Tonali skiftede i juli 2023 til Newcastle United i en aftale som gjorde ham til den dyreste italienske spiller nogensinde.

## Landsholdskarriere

### Ungdomslandshold
Tonali har repræsenteret Italien på flere ungdomsniveauer.

### Seniorlandshold
Tonali debuterede for Italiens landshold den 15. oktober 2019.

## Titler
Brescia
- Serie B: 1 (2018-19)

AC Milan
- Serie A: 1 (2021-22)

Individuelle
- U/19-Europamesterskabet Turneringens hold: 1 (2018)
- Serie B Årets spiller: 1 (2018)
- Serie B Årets unge spiller: 1 (2019)
- Serie A Sæsonens hold: 1 (2022-23)